# Glycyphana rubroplagiata
Glycyphana rubroplagiata är en skalbaggsart som beskrevs av Moser 1922. Glycyphana rubroplagiata ingår i släktet Glycyphana och familjen Cetoniidae. Inga underarter finns listade i Catalogue of Life.